# Marek Kisieliński
Marek Jan Kisieliński (ur. 23 lutego 1974 w Nidzicy) – polski gitarzysta, kompozytor, aranżer, producent muzyczny i multiinstrumentalista.

## Kariera muzyczna
Uczestniczył w nagraniach kilkudziesięciu płyt oraz w wielu przebojach polskich wykonawców jako aranżer, producent, muzyk sesyjny i kompozytor. Współpracował między innymi z Edytą Bartosiewicz, Krzesimirem Dębskim, Beatą Kozidrak, Patrycją Markowską, Hanią Stach, Tomaszem Szymusiem, Anią Wyszkoni, Cezarym Makiewiczem, a także z zespołami Acid Drinkers, Harlem, Siwy Dym, Czerwony Tulipan, Yeednoo, Video i Bracia.
W latach 2004–2013 współpracował z zespołem Czerwone Gitary, z którym zagrał około 600 koncertów, zarówno w Polsce, jak i za granicą (w USA, Kanadzie, Hiszpanii, Niemczech, Litwie czy Rosji). Po odejściu z zespołu w kwietniu 2013 roku dołączył do grupy Video, dla której skomponował większość utworów z płyt: Nie obchodzi nas rock i Doskonale wszystko jedno (m.in. single: „Dobrze, że jesteś” , „Wszystko jedno”, „Ktoś nowy” i „Alay”).
W ramach spółki producenckiej z Robertem Jagodzińskim (VibeMusic) komponuje i produkuje muzykę do dżingli, projekcji multimedialnych, reklam, programów i czołówek telewizyjnych. We współpracy z Tomaszem Szymusiem i Wiesławem Sałatą produkował większość aranżacji do pierwszej edycji programu X Factor oraz trzeciej i czwartej edycji Mam talent!. Występował też jako muzyk, wchodzący w skład zespołu towarzyszącego uczestnikom Must Be the Music. Tylko muzyka w finałowych odcinkach programu.
W 2009 roku jego utwór „Czekam już rok” został wybrany przez radio RMF FM Hymnem Pocztówki do Świętego Mikołaja. Płyta z tą piosenką uzyskała status złotej już w dniu premiery. W kwietniu 2012 roku odbyła się premiera singla „Nad przepaścią” zespołu Bracia, do którego Marek Kisieliński skomponował muzykę. Utwór zdobył nominację do Superpremier Opola 2012. 13 listopada wydany został drugi solowy album Ani Wyszkoni zatytułowany Życie jest w porządku, na którym znalazły się m.in. piosenki: „Zanim minie jesień”, którą skomponował w całości oraz „Wierzę w anioły”, której jest współkompozytorem wraz z Wyszkoni.
Na początku 2013 roku skomponował i wyprodukował piosenkę „Syberiada”, promującą film Syberiada polska w reżyserii Janusza Zaorskiego.
26 sierpnia 2016 razem z zespołem Video wystąpił na gali Eska Music Awards 2016, podczas której już po raz piętnasty zostały rozdane nagrody muzyczne Radia Eska. Grupa zwyciężyła w kategorii Najlepszy zespół.
W sierpniu 2017 roku premierę radiową miała piosenka „Już wiem” Rafała Brzozowskiego, do której Marek Kisieliński skomponował muzykę.
Jest autorem muzyki do filmu „Na układy nie ma rady” (reż. Christoph Rurka, premiera: 08.09.2017)

## Wybrana dyskografia
- 1994 – Acid Drinkers – Fishdick, wyd. Loud Out Records (solo git. w Highway Star Deep purple)[19]
- 1999 – Bukartyk & Sekcja – Z głowy, wyd. Sony Music Entertainment Poland (gitary)[20]
- 2000 – Cezary Makiewicz – Letni Ogród – (gitary)
- 2000 – Czerwony Tulipan – A jednak coś po nas zostanie (akordeon)[21]
- 2001 – Siwy Dym – Dwa światy (prod. muz., aranżacje, gitary, instr. klawiszowe, fortepian)[22]
- 2002 – Roman Roczeń – Chłodnia (prod. muz., aranżacje, wszystkie instrumenty)[23]
- 2003 – Stara baśń – Kiedy słońce było bogiem – wyd. EMI Music Poland (współprod. muz. piosenki tytułowej, inst.. klaw., gitara, programowanie)
- 2004 – Bukartyk & Sekcja – Ideały, wyd. Dalmofon (prod. muz., aranżacje, gitary, instr. klawiszowe, miks, komp.: Nie przejmuj się mną i współkompozytor: Ideały)[24]
- 2004 – Hania Stach – Hania Stach, wyd. EMI Music Poland (prod. muz., aranżacje, programowanie, gitary, instrumenty klawiszowe, miks)[25]
- 2004 – Kasa Chorych – Rythm & Puls, wyd. Offmusic (instr. klawiszowe, programowanie)[19]
- 2005 – Cezary Makiewicz – Wszystkie drogi prowadzą do Mrągowa – (gitary, piano)
- 2005 – Grzegorz Piotrowski – Sin, wyd. Armsrecords (gitary)
- 2005 – Czerwone Gitary – O.K., wyd. Pomaton EMI (gitary, instr. klawiszowe, komp. Coś na do widzenia)[19]
- 2007 – Patrycja Markowska – Świat się pomylił, wyd. EMI (pios. Ogień- prod. muz, aranż, gitary, instr. klaw. mix)[19]
- 2008 – VA – RMF Najlepsza muzyka po polsku 2, wyd. Universal (Ingrid & Stachurski – I love, prod. muz, aranż. wszystkie inst.)[26]
- 2009 – VA – Hymn Pocztówki do św. Mikołaja 2009 (Czekam już rok) – Anna Wyszkoni, Wojciech Łuszczykiewicz, Wojciech Klich, Olek Klepacz, wyd. Dream Music (komp., prod. muz., aranżacja, gitary, inst.. klaw)
- 2009 – Kołysanki, wyd. Siedmioróg (aranz, prod. muz, wszystkie instr, chórki)[27]
- 2010 – Herdzin dzieciom czyli... Mazurek (gitary) (książka z płytą CD, prod. muz. Krzysztof Herdzin)
- 2011 – Video – Nie obchodzi nas rock, wyd. Pomaton EMI (prod. muz., aranżacje, gitary, instr. klaw) (kompozycje: 3,4,5,6,9,10, 11, 12)[28]
- 2011 – VA – RMF FM Polskie przeboje 2011, wyd. Magic Records (Video – Papieros)[29]
- 2012 – Jacek Kotlarski – Nigdy nie jest za późno, wyd. Polskie Radio SA (gitary, prod. muz. Krzysztof Herdzin)[30]
- 2012 – VA – RMF FM – Polskie przeboje 2012, wyd. Magic Records (Bracia – Nad przepaścią, Video – Środa czwartek)[31]
- 2012 – Anna Wyszkoni – Życie jest w porządku, wyd. Sony Music Entertainment Poland (komp. Zanim minie jesień, współkomp. Wierzę w anioły)
- 2013 – Syberiada polska (ścieżka dźwiękowa), wyd. EMI Music Poland (kompozytor i producent piosenki Syberiada)[32]
- 2013 – Bracia – Zmienić zdarzeń bieg, wyd. Sony Music Entertainment Poland (kompozytor Nad przepaścią)[33]
- 2014 – Irena Santor – Punkt widzenia, wyd. Polskie Radio SA (gitary: 1, 4, 7, 8, 12, 14, 16)[34]
- 2015 – Video – Doskonale wszystko jedno, wyd. Universal Music Polska (gitary, instr. klaw.., program., bas, chórki, aranż, produkcja; kompozycje: 1,2,3,4,5,7,8,10,11)[8]

## Wybrane single
- 2009 – „Fantastyczny lot” – Video
- 2009 – „Hymn Pocztówki do św. Mikołaja” (Czekam już rok)
- 2010 – „Szminki róż” – Video[35]
- 2010 – „Lecz tylko na chwilę” – Czerwone Gitary[36]
- 2011 – „Papieros” – Video
- 2011 – „Środa, czwartek” – Video
- 2012 – „Nad przepaścią” – Bracia[37]
- 2013 – „Niebezpiecznie piękny świt” – Plateau[38]
- 2013 – „Syberiada” – Anna Wyszkoni i Piotr Cugowski (piosenka tytułowa do filmu Syberiada polska)
- 2014 – „Dobrze, że jesteś” – Video
- 2015 – „Wszystko jedno” – Video[6]
- 2015 – „Ktoś nowy” – Video[7]
- 2016 – „Alay” – Video[9]
- 2017 – „Już wiem” – Rafał Brzozowski

## Filmografia

### Kompozytor

#### Filmy pełnometrażowe
- 2017 – Na układy nie ma rady

## Nagrody i nominacje
| Rok  | Ceremonia              | Kategoria                          | Rezultat  |
| ---- | ---------------------- | ---------------------------------- | --------- |
| 2010 | Famka 2010             | Hit roku („Lecz tylko na chwilę”)  | Wygrana   |
| 2012 | SuperJedynki           | Superpremiery („Nad przepaścią”)   | Nominacja |
| 2012 | Viva Comet 2012        | Płyta roku (Nie obchodzi nas rock) | Wygrana   |
| 2012 | Viva Comet 2012        | Przebój roku („Papieros”)          | Nominacja |
| 2015 | Gwiazdy dobroczynności | Kultura (Dobrze, że jesteś)        | Wygrana   |